# 슈퍼맨이 돌아왔다
《슈퍼맨이 돌아왔다》는 매주 수요일 저녁 8시 30분에 방송되는 KBS 2TV의 예능 프로그램이다.

## 개요
아이들이 태어나서 처음으로 마주하는 히어로 슈퍼맨, 즉 아빠의 육아 도전기를 보여주는 프로그램이다.
2013년 9월 19일부터 21일까지 3일간 추석 연휴 특집(파일럿) 프로그램으로 첫 선을 보였고, 반응이 좋아 그 해 11월 3일부터 정규 편성으로 자리잡아 해피선데이의 한 코너로 방송되기 시작하였다. 2019년 4월 28일부터는 독립 편성되기 시작하여 현재에 이르고 있으며, 줄곧 일요일에 방영되었으나 2022년부터 평일로 방영 시간을 변경해 방영하고 있다.
정규 프로그램 첫방송 이래 2018년 5월 20일 방송분(226회)까지는 한 명이 내레이션을 맡았으나 27일 방송분부터 2024년 3월 19일 방송분 (519회)까지는 정규 또는 게스트가 돌아가며 2인 체제로 내레이션을 맡았다.
2024년 4월 (520회)부터는 기존 2명 내레이션 체제에서 대개편하여 스튜디오에서 소유진이 진행하는 가운데 해당 회차에 출연하는 아빠들이 합류하여 함께 대화하며 진행하는 방식으로 바뀌었고, 6월 (530회)부터는 개편 전부터 내레이션을 맡은 소유진이 하차하고 최지우, 안영미가 새로운 진행자로 합류하였다.

## 방송 시간
| 방송 채널 | 방송 기간                          | 방송 시간                         |
| --------- | ---------------------------------- | --------------------------------- |
| KBS 2TV   | 2013년 9월 19일 ~ 9월 21일         | 저녁 8:30 ~ 밤 9:50               |
| KBS 2TV   | 2013년 11월 3일 ~ 2018년 12월 30일 | 매주 일요일 오후 4:50 ~ 저녁 6:20 |
| KBS 2TV   | 2019년 1월 6일 ~ 2019년 3월 10일   | 매주 일요일 저녁 5:00 ~ 6:20      |
| KBS 2TV   | 2019년 3월 17일 ~ 2019년 4월 21일  | 매주 일요일 저녁 6:10 ~ 7:55      |
| KBS 2TV   | 2019년 4월 28일 ~ 2019년 12월 1일  | 매주 일요일 저녁 6:25 ~ 7:55      |
| KBS 2TV   | 2019년 12월 8일 ~ 2021년 6월 27일  | 매주 일요일 밤 9:15 ~ 11:05       |
| KBS 2TV   | 2021년 7월 4일 ~ 2022년 4월 10일   | 매주 일요일 밤 9:20 ~ 10:50       |
| KBS 2TV   | 2022년 4월 22일 ~ 2023년 5월 26일  | 매주 금요일 밤 10:00 ~ 11:30      |
| KBS 2TV   | 2023년 5월 30일 ~ 2023년 12월 26일 | 매주 화요일 저녁 8:30 ~ 밤 9:45   |
| KBS 2TV   | 2024년 1월 2일 ~ 2024년 3월 19일   | 매주 화요일 저녁 8:55 ~ 밤 10:10  |
| KBS 2TV   | 2024년 4월 7일 ~ 2024년 7월 21일   | 매주 일요일 밤 9:15 ~ 10:35       |
| KBS 2TV   | 2024년 8월 18일 ~ 2024년 8월 25일  | 매주 일요일 밤 9:25 ~ 10:45       |
| KBS 2TV   | 2024년 9월 1일 ~ 2024년 10월 27일  | 매주 일요일 밤 9:20 ~ 10:40       |
| KBS 2TV   | 2024년 11월 6일 ~ 현재             | 매주 수요일 저녁 8:30 ~ 밤 9:50   |

## 출연자

### 현재 출연자
| 출연진          | 자녀                                     | 방송기간               | 비고                                 |
| --------------- | ---------------------------------------- | ---------------------- | ------------------------------------ |
| 김준호          | 장남 김은우, 차남 김정우 (애칭 : 우형제) | 2022년 8월 26일 ~ 현재 |                                      |
| 장동민          | 장녀 장지우, 장남 장시우                 | 2024년 6월 2일 ~ 현재  |                                      |
| 박수홍          | 딸 박재이 (태명: 전복)                   | 2024년 8월 18일 ~ 현재 | 딸 출산 전부터 출연                  |
| 황민호 & 황민우 | 없음                                     | 2025년 4월 2일 ~ 현재  | 프로그램 최초 어린이 단독 출연, 형제 |

### 슈퍼맘이 돌아왔다
| 출연진        | 자녀                                               | 방송 기간                         | 비고                |
| ------------- | -------------------------------------------------- | --------------------------------- | ------------------- |
| 소유진        | 장남 백용희, 장녀 백서현, 차녀 백세은              | 2021년 9월 19일 ~ 2021년 9월 26일 | 전 내레이션 및 MC   |
| 소유진        | 장남 백용희, 장녀 백서현, 차녀 백세은              | 2022년 4월 22일 ~ 2022년 5월 13일 | 전 내레이션 및 MC   |
| 소유진        | 장남 백용희, 장녀 백서현, 차녀 백세은              | 2024년 3월 12일                   | 전 내레이션 및 MC   |
| 양지은        | 장남 조의진, 차녀 조의연                           | 2021년 10월 3일 ~ 2022년 1월 16일 |                     |
| 이영현        | 장녀 조혜은                                        | 2021년 10월 17일                  |                     |
| 정주리        | 장남 김도윤, 차남 김도원, 삼남 김도하              | 2022년 1월 2일                    |                     |
| 후지타 사유리 | 아들 후지타 젠 (애칭 : 젠이, 빅보이)               | 2021년 5월 2일 ~ 2023년 8월 8일   | 최초 여성 고정 출연 |
| 허니제이      | 장녀 정러브                                        | 2024년 1월 16일 ~ 2024년 5월 26일 |                     |
| 바다          | 장녀 김루아                                        | 2024년 3월 12일                   |                     |
| 바다          | 장녀 김루아                                        | 2024년 6월 9일                    |                     |
| 바다          | 장녀 김루아                                        | 2024년 11월 20일                  |                     |
| 정미애        | 장남 조재운, 차남 조인성, 장녀 조아영, 삼남 조승우 | 2024년 10월 13일 ~ 2025년 1월 8일 |                     |
| 박인비        | 장녀 남인서, 차녀 남연서                           | 2024년 11월 13일                  |                     |
| 박인비        | 장녀 남인서, 차녀 남연서                           | 2025년 4월 16일 ~ 현재            |                     |
| 우혜림        | 장남 신시우, 차남 신시안                           | 2024년 12월 25일 ~ 현재           |                     |
| 송선미        | 장녀 고아리                                        | 2025년 2월 12일                   |                     |
| 헤이지니      | 장녀 박채유, 장남 박승유                           | 2025년 7월 9일                    |                     |
| 헤이지니      | 장녀 박채유, 장남 박승유                           | 2025년 7월 30일                   |                     |
| NS윤지        | 장녀 최희서                                        | 2025년 8월 20일                   |                     |
| 랄랄          |                                                    | 2025년 8월 27일                   |                     |

### 과거 출연자
| 출연진    | 자녀                                                                           | 방송 기간                           | 비고                                                                              |
| --------- | ------------------------------------------------------------------------------ | ----------------------------------- | --------------------------------------------------------------------------------- |
| 장현성    | 장남 장준우, 차남 장준서                                                       | 2013년 9월 19일 ~ 2014년 6월 29일   |                                                                                   |
| 타블로    | 딸 이하루                                                                      | 2013년 11월 3일 ~ 2014년 12월 28일  |                                                                                   |
| 김정태    | 장남 김지후, 차남 김시헌                                                       | 2014년 5월 4일 ~ 6월 15일           | 선거유세 참여 논란으로 인해 하차                                                  |
| 엄태웅    | 딸 엄지온                                                                      | 2015년 1월 4일 ~ 11월 8일           |                                                                                   |
| 송일국    | 송대한, 송민국, 송만세 (애칭 : 삼둥이)                                         | 2014년 7월 6일 ~ 2016년 2월 7일     |                                                                                   |
| 송일국    | 송대한, 송민국, 송만세 (애칭 : 삼둥이)                                         | 2021년 11월 14일                    | 8주년 특집 특별 출연                                                              |
| 추성훈    | 딸 추사랑                                                                      | 2013년 11월 3일 ~ 2014년 8월 17일   |                                                                                   |
| 추성훈    | 딸 추사랑                                                                      | 2014년 10월 12일 ~ 2016년 3월 20일  |                                                                                   |
| 추성훈    | 딸 추사랑                                                                      | 2016년 11월 6일                     | 3주년 특집 특별 출연                                                              |
| 추성훈    | 딸 추사랑                                                                      | 2017년 11월 5일 ~ 2017년 11월 12일  | 4주년 특집 특별 출연                                                              |
| 추성훈    | 딸 추사랑                                                                      | 2018년 10월 28일 ~ 2018년 11월 11일 | 5주년 특집 특별 출연                                                              |
| 추성훈    | 딸 추사랑                                                                      | 2021년 11월 21일                    | 8주년 특집 특별 출연                                                              |
| 추성훈    | 딸 추사랑                                                                      | 2022년 6월 3일                      | 김동현 VCR 특별출연                                                               |
| 야노 시호 | 딸 추사랑                                                                      | 2022년 8월 19일 ~ 2022년 8월 26일   | 특별 출연                                                                         |
| 이범수    | 장남 이다을, 장녀 이소을 (애칭 : 소다 남매)                                    | 2016년 2월 14일 ~ 2017년 5월 14일   |                                                                                   |
| 기태영    | 딸 김로희                                                                      | 2016년 1월 4일 ~ 2018년 1월 21일    |                                                                                   |
| 양동근    | 딸 양조이                                                                      | 2016년 5월 15일 ~ 2017년 1월 8일    | '공동육아구역 OGG'로 활동                                                         |
| 오지호    | 딸 오서흔                                                                      | 2016년 5월 15일 ~ 2017년 1월 8일    | '공동육아구역 OGG'로 활동                                                         |
| 인교진    | 딸 인하은                                                                      | 2016년 5월 15일 ~ 2017년 1월 8일    | '공동육아구역 OGG'로 활동                                                         |
| 이휘재    | 쌍둥이 아들 이서언, 이서준                                                     | 2013년 9월 19일 ~ 2018년 4월 8일    |                                                                                   |
| 이휘재    | 쌍둥이 아들 이서언, 이서준                                                     | 2018년 10월 28일 ~ 2018년 11월 11일 | 5주년 특집 특별 출연                                                              |
| 이휘재    | 쌍둥이 아들 이서언, 이서준                                                     | 2021년 12월 19일                    | 후지타 사유리 VCR 특별출연                                                        |
| 봉태규    | 장남 봉시하, 장녀 봉본비                                                       | 2018년 4월 15일 ~ 2019년 1월 6일    |                                                                                   |
| 장범준    | 장녀 장조아, 장남 장하다(애칭 : 조하 남매)                                     | 2019년 3월 10일 ~ 2019년 5월 19일   |                                                                                   |
| 고지용    | 아들 고승재                                                                    | 2017년 1월 1일 ~ 2019년 6월 2일     |                                                                                   |
| 고지용    | 아들 고승재                                                                    | 2020년 11월 8일                     | 7주년 특집 특별 출연                                                              |
| 이동국    | 장녀 이재시, 차녀 이재아 삼녀 이설아, 사녀 이수아, 장남 이시안(애칭: 설수대)   | 2015년 7월 26일 ~ 2019년 10월 6일   |                                                                                   |
| 이동국    | 장녀 이재시, 차녀 이재아 삼녀 이설아, 사녀 이수아, 장남 이시안(애칭: 설수대)   | 2020년 11월 8일                     | 7주년 특집 특별 출연                                                              |
| 이동국    | 장녀 이재시, 차녀 이재아 삼녀 이설아, 사녀 이수아, 장남 이시안(애칭: 설수대)   | 2021년 11월 14일                    | 8주년 특집 특별 출연                                                              |
| 이동국    | 장녀 이재시, 차녀 이재아 삼녀 이설아, 사녀 이수아, 장남 이시안(애칭: 설수대)   | 2022년 12월 9일 ~ 2022년 12월 30일  |                                                                                   |
| 김영권    | 장녀 김리아, 장남 김리현, 차남 김리재 (애칭 : 리리리 남매)                     | 2020년 3월 15일 ~ 2020년 3월 22일   | 최단기 출연자(사실상 특별 출연)                                                   |
| 김영권    | 장녀 김리아, 장남 김리현, 차남 김리재 (애칭 : 리리리 남매)                     | 2021년 1월 17일                     | 최단기 출연자(사실상 특별 출연)                                                   |
| 김영권    | 장녀 김리아, 장남 김리현, 차남 김리재 (애칭 : 리리리 남매)                     | 2022년 12월 9일                     | 최단기 출연자(사실상 특별 출연)                                                   |
| 홍경민    | 장녀 홍라원, 차녀 홍라임 (애칭 : 라라 자매)                                    | 2019년 4월 14일 ~ 2020년 11월 8일   |                                                                                   |
| 개리      | 아들 강하오                                                                    | 2020년 2월 2일 ~ 2020년 12월 27일   |                                                                                   |
| 개리      | 아들 강하오                                                                    | 2021년 9월 5일                      |                                                                                   |
| 도경완    | 장남 도연우 (애칭 : 꼼꼼이)                                                    | 2014년 6월 22일 ~ 2014년 10월 29일  | KBS 아나운서 퇴사(프리랜서)로 인해 하차                                           |
| 도경완    | 장남 도연우, 장녀 도하영 (애칭 : 도플갱어)                                     | 2019년 12월 8일 ~ 2021년 4월 18일   | KBS 아나운서 퇴사(프리랜서)로 인해 하차                                           |
| 이천수    | 장녀 이주은, 장남 이태강, 차녀 이주율 (애칭 : 투둥이)                          | 2020년 8월 23일 ~ 2021년 6월 20일   |                                                                                   |
| 윤상현    | 장녀 윤나겸, 차녀 윤나온, 장남 윤희성 (애칭 : 윤삼이)                          | 2021년 1월 24일 ~ 2021년 8월 15일   |                                                                                   |
| 정명호    | 장녀 정조이                                                                    | 2021년 4월 18일 ~ 2021년 10월 31일  | 최초 비연예인 고정 출연(故 김수미 장남)                                           |
| 샘 해밍턴 | 장남 윌리엄 해밍턴, 차남 벤틀리 해밍턴 (애칭 : 윌벤져스)                       | 2016년 10월 30일 ~ 2022년 1월 2일   |                                                                                   |
| 박현빈    | 장남 박하준, 장녀 박하연 (애칭 : 박하남매)                                     | 2020년 7월 5일 ~ 2022년 1월 16일    |                                                                                   |
| 백성현    | 딸 백서윤                                                                      | 2022년 1월 30일 ~ 2022년 4월 10일   |                                                                                   |
| 백성현    | 딸 백서윤                                                                      | 2022년 11월 11일                    |                                                                                   |
| 김태균    | 장녀 김효린, 차녀 김하린 (애칭 : 린린 자매)                                    | 2021년 10월 24일 ~ 2022년 6월 3일   |                                                                                   |
| 신현준    | 장남 신민준, 차남 신예준, 장녀 신민서 (애칭 : 쉰둥이)                          | 2021년 12월 12일 ~ 2023년 1월 13일  |                                                                                   |
| 김동현    | 장남 김단우, 장녀 김연우 (애칭 : 단연 남매)                                    | 2022년 4월 22일 ~ 2023년 6월 13일   |                                                                                   |
| 강경준    | 장남 강정안, 차남 강정우                                                       | 2023년 4월 7일 ~ 2024년 1월 2일     | 사생활 논란으로 인해 하차                                                         |
| 이필모    | 장남 이담호, 차남 이도호 (애칭 : 호호 형제)                                    | 2023년 10월 17일 ~ 2024년 1월 9일   |                                                                                   |
| 정성호    | 장녀 정수아, 차녀 정수애, 장남 정수현, 차남 정재범, 삼남 정하늘 (애칭: 오둥이) | 2023년 7월 4일 ~ 2024년 2월 13일    |                                                                                   |
| 정성호    | 장녀 정수아, 차녀 정수애, 장남 정수현, 차남 정재범, 삼남 정하늘 (애칭: 오둥이) | 2025년 1월 22일                     |                                                                                   |
| 정성호    | 장녀 정수아, 차녀 정수애, 장남 정수현, 차남 정재범, 삼남 정하늘 (애칭: 오둥이) | 2025년 2월 19일                     |                                                                                   |
| 박주호    | 장녀 박나은, 장남 박건우 (애칭 : 건나블리)                                     | 2018년 8월 19일 ~ 2020년 1월 26일   | 역대 최장 기간 출연진                                                             |
| 박주호    | 장녀 박나은, 장남 박건우, 차남 박진우 (애칭 : 찐건나블리)                      | 2020년 10월 4일 ~ 2024년 3월 19일   | 역대 최장 기간 출연진                                                             |
| 비와이    | 장녀 이시하                                                                    | 2024년 4월 21일 ~ 2024년 6월 30일   |                                                                                   |
| 문희준    | 장녀 문희율 (애칭 : 잼잼이)                                                    | 2019년 6월 9일 ~ 2020년 8월 9일     |                                                                                   |
| 문희준    | 장녀 문희율, 장남 문희우(애칭 : 뽀뽀) (애칭 : 잼뽀 남매)                       | 2024년 3월 5일 ~ 2024년 7월 21일    |                                                                                   |
| 최민환    | 장남 최재율, 장녀 최아윤, 차녀 최아린 (애칭 : 째둥)                            | 2024년 4월 7일 ~ 2024년 10월 6일    | 사생활 논란으로 인해 하차                                                         |
| 제이쓴    | 아들 연준범 (애칭 : 똥별이)                                                    | 2022년 7월 22일 ~ 2024년 10월 13일  |                                                                                   |
| 딘딘      | 조카 니꼴로                                                                    | 2024년 5월 5일 ~ 2024년 10월 27일   | 동일 시간대에 tvN STORY 프로인 '여권들고 등짝 스매싱'에 고정으로 합류하면서 하차. |
| 강재준    | 아들 강현조                                                                    | 2025년 1월 1일                      | 특별 출연                                                                         |
| 오종혁    | 딸 오로지                                                                      | 2025년 3월 5일 ~2025년 3월 26일     | 특별 출연                                                                         |
| 오종혁    | 딸 오로지                                                                      | 2025년 5월 28일                     | 특별 출연                                                                         |
| 심형탁    | 아들 심하루                                                                    | 2025년 7월 23일                     | 특별 출연                                                                         |
| 심형탁    | 아들 심하루                                                                    | 2025년 8월 13일                     | 특별 출연                                                                         |
| 심형탁    | 아들 심하루                                                                    | 2025년 8월 27일                     | 특별 출연                                                                         |

## 진행자

### MC
| 역대 | 남진행자 | 여진행자       | 방송 기간                          | 회차          | 비고 |
| ---- | -------- | -------------- | ---------------------------------- | ------------- | ---- |
| 1대  | 빈칸     | 소유진         | 2024년 4월 7일 ~ 2024년 6월 9일    | 520회 ~ 529회 |      |
| 2대  | 빈칸     | 최지우, 안영미 | 2024년 6월 16일 ~ 2024년 10월 27일 | 530회 ~ 546회 |      |
| 3대  | 박수홍   | 최지우, 안영미 | 2024년 11월 6일 ~ 현재             | 547회 ~ 현재  |      |

### 내레이션 진행자
- 1회성 게스트는 제외하고 서술한다.

| 방송 회차     | 역대 | 남성 진행자 | 여성 진행자    | 비고                             |
| ------------- | ---- | ----------- | -------------- | -------------------------------- |
| 1회 ~ 27회    | 1대  | 빈칸        | 채시라         |                                  |
| 28회 ~ 37회   | 2대  | 빈칸        | 신애라         |                                  |
| 38회 ~ 40회   | 3대  | 빈칸        | 허수경         |                                  |
| 41회 ~ 59회   | 4대  | 빈칸        | 유호정         | 파일럿 진행자                    |
| 60회 ~ 226회  | 5대  | 빈칸        | 정혜영         |                                  |
| 227회 ~ 233회 | 6대  | 오상진      | 김소영         | 부부 진행자                      |
| 234회 ~ 249회 | 7대  | 도경완      | 장윤정         | 부부 진행자                      |
| 253회 ~ 272회 | 8대  | 도경완      | 이수지         |                                  |
| 273회 ~ 306회 | 9대  | 도경완      | 한채아         |                                  |
| 307회 ~ 340회 | 10대 | 도경완      | 이미도         |                                  |
| 341회 ~ 362회 | 11대 | 도경완      | 소유진         |                                  |
| 363회 ~ 382회 | 12대 | 하하        | 소유진         |                                  |
| 383회 ~ 384회 | 13대 | 빈칸        | 소유진         | 역대 최장 기간 진행자            |
| 385회 ~ 401회 | 14대 | 빈칸        | 소유진, 박솔미 |                                  |
| 402회 ~ 407회 | 15대 | 빈칸        | 소유진         |                                  |
| 408회 ~ 478회 | 16대 | 육중완      | 소유진         |                                  |
| 479회 ~ 486회 | 17대 | 빈칸        | 소유진         |                                  |
| 487회 ~ 515회 | 18대 | 최강창민    | 소유진         | 박나은, 소유진 대신 참여 (506회) |
| 516회 ~ 519회 | 19대 | 빈칸        | 소유진, 강소라 |                                  |

## 특집 방영

### 몇 주년 특집
1주년 (2014년 방송)
2013년 추석 파일럿 방송 이후 정규 코너로 편성된 지 1년을 맞이하여 일반인 가족이 참여하는 9월 말 추석 특집을 방송하였다. 2014년 7월 18일부터 7월 28일까지 공식 홈페이지에서 참가자를 모집하였다. 7월 28일 낮 12시에 신청 기간이 마감되었으며, 신청 건수는 총 1070명이었다. 그 중 100명을 선정하여 8월 8일 KBS 별관에서 녹화를 진행하였으며, 9월 7일과 14일에 방송되었다.
100회 (2015년 10월 18일 방송)
시작 부분에 출연 가족이 한 가족씩 나와 100회 축하와 함께 감사 인사를 하였으며, 끝 부분에는 현재 출연하는 아이들이 지금까지 자신의 아빠를 부르는 모습을 편집과 총 100번의 아빠 부르는 모습을 보여주었다.
슈퍼맨을 빌려드립니다 (2016년 방송)
3개월간 공식 홈페이지 게시판에서 시청자 가족들의 사연을 받아 진행되었으며, 힘든 육아에 지친 엄마와 아빠를 대신해 슈퍼맨 멤버들이 선정된 신청자 가족의 아이들을 하루 동안 돌봐주는 설 특집 프로젝트였다.
3주년 (2016년 방송)
전 멤버들과 스타들이 축하인사를 전하며, 또한 전 출연자인 추성훈과 추사랑이 다시 등장해 출연자들과 함께 가을 운동회에 참가하였으며, 또 다른 전 출연자인 송일국은 본인이 촬영한 251일간의 성장일기를 공개하였다.
4주년 (2017년 방송)
전 출연자인 추성훈과 추사랑이 출연하였으며, 서울랜드에서 핼러윈 준비와 나눔장터를 진행하였다.
5주년 (2018년 방송)
하차 출연자인 추성훈, 추사랑과 이휘재, 이서언, 이서준 등이 출연하였으며, 한라산팀과 백두산팀으로 나누어 진행하였다.
6주년 (2019년 방송)
현재 출연하는 아이들과 수익금 기부를 위한 2020년 달력 제작에 들어가는 내용을 담은 이야기다. 달력 사진 촬영은 배우 연정훈이 사진사로 출연하며, 걸리버 세계 여행기는 농구선수 출신 방송인 하승진이 하였다.
7주년 (2020년 방송)
지금까지 출연하였던 아이들과 아빠들의 소원에 따라, 코로나19 범유행으로 인해 야외로 편히 놀러가지 못해 싸늘했던 가족들과의 청정지역 마을에서 함께 만나 즐기는 이야기다. 이번 특집에는 전 출연자였던 이동국의 자녀들과 고지용의 아들 고승재와 동반으로 출연한다. 비밀친구 나무 목소리는 성우 이미자가 맡게 되었다.
8주년 (2021년 방송)
현재 출연하는 가족들 중 박현빈 가족 (본인, 박하준, 박하연)과 박주호 가족 (본인, 박나은, 박건후, 박진우)이 KBS의 음악 프로그램인 노래가 좋아에서 노래하는 모습이 공개되었다. 한편 해당 방영분에는 8주년 축하 메세지를 겸하여 송일국과 삼둥이 (대한, 민국, 만세)가 특별 출연하였다.
9주년 (2022년 방송)
박주호 선수 가족 (본인, 박나은, 박건후, 박진우)과 지난 2019년 하차한 이동국 (+이시안)이 3년만에 다시 만나 2022년 FIFA 월드컵 관전을 위해 카타르로 출국, 도하 시내를 관광하는 모습과 경기를 관전하는 모습이 방영되었다.
10주년 (2024년 1월 방송)
2023 KBS 연예대상에 참석하기 위해 출연하는 6팀(박주호, 김준호, 제이쓴, 강경준, 정성호, 이필모)이 모인 가운데 추성훈(+추사랑), 이동국(+재시, 재아, 시안) 가족이 합류하였고, 다 같이 포토 라인에 서서 사진 촬영을 하였다. 그 외에도 이은지, 이무진, 김호영, 권은비, 오마이걸 아린, 유튜버 히밥 등의 여러 연예인이 축하 메세지를 전하였다.

### 특별 출연 가족
슈퍼맘이 돌아왔다 (2021년~)
그간 아빠들만 출연하여 아이를 돌본 것과 달리, 이번에는 프로그램 내 따로 출연 시간을 분배하여 유명 연예인인 엄마가 아이를 돌보는 모습을 새롭게 방영한 것이다. 후지타 사유리가 합류한 것을 시작으로 보는데 이 때는 '슈퍼맘이 돌아왔다'라는 이름을 사용하지 않았고, 그 해 추석 때부터 소유진, 양지은, 이영현, 정주리가 '슈퍼맘이 돌아왔다'라는 개별적인 이름으로 출연하였다. 이후에도 같은 개념으로 허니제이, 바다가 출연했었고, 정미애와 우혜림의 경우는 게스트가 아닌 정식 출연 가족으로 합류한 바 있다.
514회 - '육아의 찐 고수가 나타났다'편 (2024년 2월)
지난 2016년 방영된 '슈퍼맨을 빌려드립니다'와 비슷하게 일반인의 자녀를 정성호와 그의 자녀들이 돌봐주는 모습이 방영되었다. 제작진이 임의로 선정한 일반인의 자녀는 군인 부부의 자녀로서, 저출산이 사회적 문제로 부각되는 가운데 보기 드물게 다섯 쌍둥이를 출산해 사회적으로 큰 이슈가 되었던 아이들이다.

## 유튜브 채널
2021년 5월 공식 유튜브가 개설되었으며 주요 콘텐츠로 다음 주 방영분의 예고, 편집으로 인해 방영되지 못했던 분량 중 일부, 과거 인기를 끌었던 출연 아이들의 모습이나 이번 주에 방영된 분량 중 일부 또는 전체 분량의 다시보기 등을 제공한다. 단독 영상으로는 아이 클라우드와 춤친구, 말친구가 있다.

### 아이 클라우드
아빠가 아닌 아이돌 가수가 게스트로 본 tv 프로그램에 출연하지 않는 연예인의 다른 아이들을 돌봐주는 내용의 코너로 2021년 11월 시작되었으며 제로베이스원, NCT 127, 세븐틴 등이 출연하였다. 출연 아이들 중 최민환의 째둥이(재율, 아린, 아율)가 tv 프로그램의 정식 가족으로 합류한 바 있다.

### 춤친구, 말친구
2024년 4월 시작되었으며 인터넷 신청을 통해 비연예인 아이들이 아이돌 가수와 함께 하는 코너이다. 춤친구는 아이돌 가수가 아이들에게 춤을 가르치는 내용, 말친구는 아이돌 가수가 아이들과 함께 얘기하며 가벼운 게임을 하는 내용으로 이루어져 있다.

## 포맷 수출
2014년 4월 24일 중국 내 유일한 합작 파트너와 수출 계약을 맺었고 저장 위성 텔레비전에서 아버지가 돌아온다라는 제목으로 방영을 시작했다.
2015년 10월 6일, KBS 예능본부 측은 베스트셀러 '영혼을 위한 닭고기 수프(Chicken Soup for the Soul)'의 출판으로 유명한 미국 제작사 CSSPR(Chicken Soup for the Soul Production, LLC)와 포맷 라이선스 계약을 체결했다고 밝혔다.

## 읽을거리
- 유명인들과 그들의 자녀들이 주출연자로 출연하는 프로그램이고, 사회적 편견을 비롯한 프로그램 제작 과정에서 이 아이들에게 잘못된 지식을 전승될 우려가 많은 만큼, 여타 방송사 예능 프로그램과는 달리 제작에 책임이 따르는 프로그램 중 하나로 꼽힌다.[3][4]
- 유엔에서 정한 아동권리협약에 따라 보호자와 아동에 충분한 설명과 사전 동의 후에 촬영하였으며, 촬영시에는 아이들이 카메라 의식을 덜 하게끔 텐트나 가림막을 설치, 그 속에서 촬영을 한다.
- 아이들이 똘똘하게 말을 하여 대본이 있는 것이 아니냐는 의혹이 있었고, 대본으로 추정되는 문서가 발견되어 논란이 되기도 했다. 이에 제작진측은 해당 문서는 편집 때 참고하기 위한 스크립트로, 실제 일상을 촬영하기에 대본을 작성하는 상황은 없다고 일축하였다.[5]
- 역대 최고 시청률은 31.2%로 2015년 10월 11일(99회)에 기록하였다.[6]
- 2020년에 윌리엄-벤틀리가 해양경찰청 어린이 명예 홍보 대사로, 아빠 샘 해밍턴은 명예 경위로 임명되었다.[7] 위촉식은 그 해 8월 16일(343회)에 방영된 바 있다.
- 아동 관련 단체와 출연 가족이 협약을 맺기도 하는데 2020년에는 굿네이버스와 샘 해밍턴(윌리엄, 벤틀리) 가족이 아동 권리 증진을 위한 업무 협약을 맺었고[8], 2024년에는 찐건나블리 가족의 아빠 박주호가 아동권리보장원의 홍보대사로 위촉되었다.[9]

### 아동 출연자들의 개별 캐릭터 주제가
본 주제가들은 (주) 다날의 계열사 다날 엔터테인먼트가 제작하였다. 정규 편성 때부터 다음주 예고 방송분과 1주년 특집 방송 때만 사용하다가 삼둥이 송, 엄지온 송, 대박이 송 등 출연자별 전용 곡을 제작해 사용한다.
또한 이휘재의 데뷔곡 '변명(Say Goodbye)'의 리메이크작이자 삼인조 (이휘재와 쌍둥이 아들)의 첫 곡인 '2016 Say Goodbye'가 공개되었다.
이휘재와 작곡가 김조한이 제작한 이 곡은 인터넷 음원 사이트에서 다운로드 받을 수 있다. 2016년 이후에는 제작이 중단된 상태다.
- 김태희 - 우리 아빤 슈퍼맨
- 엄지온 송(엄지온)
- 삼둥이 송(삼둥이)
- 포도 송
- 러브 송
- 형님 먼저 아우 먼저(쌍둥이)
- 마성의 만세(삼둥이)
- 대박이 송[10] (오남매)
- 장난꾸러기 송(쌍둥이)
- 슈돌 삼인조[11] - 2016 Say Goodbye (변명 리메이크)

### 미공개 X-파일
2015년에 IPTV(olleh TV/B TV/티브로드) VOD 서비스를 통해 미방송 콘텐츠인 슈퍼맨이 돌아왔다 미공개 X-파일을 독점 방송했다. 총 10회로 구성되어 있으며 매월 초 1편씩 공개되었다. 또한 VOD에서 공개된 영상을 해피선데이 홈페이지에서 3주마다 무료로 서비스하였다. 2016년에는 설을 맞이해 미공개 X-파일이 2월 8일부터 10일까지 KBS 2TV에서 3일 연속 방송되었고, 같은 해 추석에도 9월 14일부터 방송되었다. 출연자들의 추석인사를 포함하고 있고 소다남매와 공동육아구역 OGG가 추가되었다. 엄태웅 가족의 장면들은 성폭행 사건으로 인해 삭제되었다. 강경준과 최민환 가족은 사생활 논란이 터지면서 다시보기가 중단되었다.

### 출연 가족의 후일담

#### 이휘재(서언이, 서준이)
2021년 1월, 그의 아내의 인스타그램 댓글란에 이휘재의 아랫집에 거주 중이라는 주민이 층간소음으로 인한 고통을 호소하는 댓글이 달렸고, 그녀의 유튜브와 인스타그램에 포스팅된 사진과 영상에서 평소 이휘재가 실내에서 매트도 없이 운동화를 신고 아이들과 야구와 캐치볼을 하는 등 층간 소음을 발생시키는 모습이 발견되어 논란이 일었다. 이후 다른 논란들이 연이어 터지면서 현재는 부부 둘 다 모두 사실상 연예계에서 은퇴하였으며 2022년 8월에 캐나다로 이민을 떠났다.

#### 추성훈(사랑이)
- 2017년 8월 26일 ~ 9월 30일, 6주간 SBS에서 추블리네가 떴다라는 프로그램을 통해 가족 모두가 출연했다(추사랑, 야노 시호). 몽골에 게스트와 함께 생활하는 체험 프로그램이었다.
- 마이 리틀 텔레비전 V2 mlt-205(2019년 5월)에 야노 시호와 사랑이가 함께 등장하여 방송을 진행했다.
- KBS 2TV 사장님 귀는 당나귀 귀에서 2023년 9월에는 사랑이가 모델 활동을 준비 중인 모습이, 그 해 11월에는 돌아가신 그의 아버지의 제사를 사랑이와 같이 드리는 모습이 방영되었다.
- 2025년 4월 ENA 내 아이의 사생활에 소꿉친구인 유토와 함께 출연하였다.

#### 이젠 날 따라와(재시, 사랑)
2022년 TvN STORY에서 방영된 이젠 날 따라와 에서는 이동국의 장녀 재시와 추사랑이 함께 고정 출연했다. 아빠를 위해 함께 여행을 계획하고 실제 여행을 가는 내용의 프로그램이었다.

#### 삼둥이 (대한, 민국, 만세)
- 2018년부터 1년 정도 프랑스 파리에서 생활했는데 이 때 누군가 삼둥이를 향해 소변통을 던지는 일이 있었다고 전해진다.[13]
- 2020년에는 어린이재단과 윤디자인의 협업으로 삼둥이의 글씨를 바탕으로 제작된 폰트가 공개, 배포되었다.[14]
- 2024년 7월 3일 방영된 TvN 유 퀴즈 온 더 블럭에 출연해 촬영 당시 기억나는 일과 현재까지 있었던 근황, 각자의 가치관 등을 얘기했다.

#### 윌벤저스 (윌리엄, 벤틀리)
- 2021년부터 모습을 캐틱터화하여[15] 문구류 판매 등에 활용하고 있으며, 이듬해 6월에는 이를 바탕으로 극장용 애니메이션 윌벤져스: 수상한 캠핑 대소동이 개봉하였다.

- 2021년 12월 the 윌벤쇼라는 유튜브 채널을 개설하여 아빠 샘 해밍턴 또는 게스트와 함께 출연하였다. 꾸준히 영상이 올라왔으나 2023년 11월을 끝으로 새로운 영상이 올라오지는 않고 있다.
- 2022년 5월 6일 ~ 7월 22일, 총 12회에 걸쳐 ENA 해밍턴가 꿈의 옷장에 고정 출연하였다. 아침에 아이들이 일어날 때 옷이 주어지고, 해당 옷에 맞는 미션을 수행하는 내용의 프로그램이었다. 같은 해 6월 5일에는 MBC 블록버스터 : 천재들의 브릭전쟁에 출연하였다.[16]
- 2023년 7월 2일 부터 9일까지 KBS2 걸어서 환장속으로에 출연하였다.

투둥이 (주은, 주율, 태강)
- 2022년 2월 19일에 살림하는 남자들에 합류하였으며 2024년 2월 21일에 하차하였다.

잼잼 (희율)
- 2020년 8월 슈퍼맨이 돌아왔다에 하차 이후 재미하우스 유튜브 채널을 개설하여 엄마 소율과 함께 출연하였다. 매주 영상이 올라왔으나 2022년 하반기 부터는 업데이트가 뜸해졌고 2024년 6월을 끝으로 새로운 영상이 올라오지는 않고 있다.
- 2023년 1월 24일 부터 3월 14일까지 ENA 오은영 게임에 출연하였다.
- 2023년 3월 29일 부터 4월 9일까지 KBS2 걸어서 환장속으로에 아빠 문희준 엄마 소율과 함께 출연하였다.
- 2024년 3월 5일에 동생 희우 군과 슈퍼맨이 돌아왔다에 재합류를 하였으나 7월 21일 방송을 마지막으로 다시 하차하였다.

도플네 (연우, 하영)
- 2021년 4월 슈퍼맨이 돌아왔다에 하차 이후 도장TV 유튜브 채널을 개설하여 출연 중이다.
- 2024년 9월 11일부터 11월 23일까지 ENA 내 아이의 사생활에 엄마 장윤정과 같이 출연하였다.

젠이 (후지타 젠)
- 2023년 8월 슈퍼맨이 돌아왔다에 하차 이후 사유리TV 유튜브에 엄마 후지타 사유리와 출연 중이다.

그 외에 타블로 (하루), 장범준 (조아, 하다) 등은 후일담을 인터넷 등에 일체 공개하지 않고 있으며, 윤상현 (나겸, 나온, 희겸)의 경우는 사생활 보호 차원에서 아내 메이비의 인스타그램에 아이들의 사진을 올리지 않고 있다.

### 출연료
출연료에 대해서는 출연 가족마다 각기 언급이 다르기에 정확히 알 수는 없지만 초기 출연자인 이휘재 때부터 이목이 집중된 바 있다.
- 이휘재의 경우 쌍둥이 (서언, 서준)의 출연료는 없었고, 다만 슈돌 출연 후 광고 출연으로 얻는 수익은 따로 있다고 2021년 1월 4일 KBS 쿨 FM 박명수의 라디오쇼를 통해 언급한 바 있다.
- 제이쓴의 경우 준범이 (애칭 : 똥별이)의 어린이 보험을 들어 두었다고 2023년 2월 8일 KBS 2TV 옥탑방의 문제아들에서 짤막하게 언급했다.
- 샘 해밍턴의 경우 출연료가 자신보다 윌리엄-벤틀리가 더 높고, 출연료를 모아 연희동에 집을 샀다고 2023년 7월 25일 SBS TV 강심장 리그를 통해 밝혔다.
- 박주호의 경우 아이들 (나은, 건후, 진우)과 출연료를 균등하게 나누고, 축구 경기로 자신 대신 게스트가 출연하면 자신의 몫만큼은 제외하고 나눠준다고 2023년 7월 26일 MBC TV 황금어장 라디오스타를 통해 밝혔다.
- 김준호의 경우 아직 은우와 출연료를 나누지는 않지만, 좀 더 인기가 많아지면 5대 5로 나누는 게 나을 것 같단 생각을 하고 있다고 말했다.[18]

## 도서
- KBS 2TV 슈퍼맨이 돌아왔다 제작팀(KBS 2TV 연예오락본부), 김효진 (2015년 1월 15일). 《슈퍼맨이 돌아왔다》. 상상스쿨. ISBN 8993702748.

같은 해 중국의 출판사 Trendy로부터 정식계약을 맺어 중국어판 슈퍼맨이 돌아왔다 도서가 발간되었다.

## 동일 소재 프로그램
- 아이를 위한 나라는 있다(KBS 2TV)
- 아빠! 어디가?, 편애중계(MBC TV)
- 오! 마이 베이비, 리틀 포레스트, 집사부일체, 집사부일체 시즌2(SBS TV)
- 이젠 날 따라와(tvN 스토리)
- 정치인싸(MBC 표준FM)